# 徳川の女
『徳川の女〜家康の長女亀姫の闘い』（とくがわのおんな いえやすのちょうじょ かめひめのたたかい）は、1997年3月20日にテレビ東京系列で放映された、日光江戸村製作の4時間スペシャル時代劇番組である。

## 概要
- 徳川家康の長女である亀姫の波乱に富んだ一生を壮大なスケールで描いている。
- バブル崩壊後にもかかわらず、TV時代劇のスケールを超えたシーンが連発された。長篠の戦いのシーンは大爆破や騎馬軍団大進攻も含めた凄まじいものである。

## あらすじ

### 第1部
- 親思いで、武門の腕にも長けている亀姫は隋風から、自身の出生について聞かされる。
  - 北斗七星の、100年に一度の妖しい輝きの下、この世に生を受けた。
  - 亀姫が生まれて以降家康の運勢は大きく変わり、上昇気流に乗っている。
  - まさに徳川の守り神であり、徳川を天下人に押し上げる強き星を持つ天女である。
- やがて、奥平九八郎（奥平信昌）と政略結婚をさせられそうになる。乗り気でない縁組を断りに長篠城に出向くも、そこは武田勝頼軍の城攻めが始まろうとしていた。弱腰男な九八郎を助け、強気女の亀姫が決死の攻防戦に挑む。

### 第2部
- 九八郎と結婚した亀姫であったが、兄・信康と母・築山殿が武田側内通の嫌疑をかけられ、両者切腹という事態になる。その裏にはまたら衆の陰謀が蠢いていた。

## キャスト
- 亀姫:本倉さつき
- 徳川家康:林隆三
- 織田信長:加藤剛
- 瀬名姫（築山殿）:蜷川有紀
- 於大の方:長山藍子
- 濃姫:多岐川裕美
- 奥平信昌:坂上忍
- 武田勝頼:丹波義隆
- 奥平貞能:川地民夫
- 関口親永:内藤武敏
- 酒井忠次:立川三貴
- 鳥居強右衛門:苅谷俊介
- 徳姫:大西結花
- 侍女:北原佐和子
- 松平信康:池上幸司
- 徳川秀忠:吉田晃太郎
- 隋風（天海大僧正）:夏八木勲
- 奥平家昌:増島愛浩
- 土井利勝:深江卓次
- 柳生宗矩:宍戸勝
- 榊原康政:伊藤敏八
- 本多正純:松田洋治
- 本多正信:峰岸徹
- 弦敬:大門正明
- 雪乃:渡辺裕美
- 鳥居忠吉:山本清
- 武田信玄:中寛三
- 石川数正:原田清人
- 本多重次:伊藤高
- 明智光秀:中山昭二
- 今川氏真:山内としお
- 垂水悟郎
- 佐藤仁哉
- 久富惟晴
- 杉山あゆみ
- 宮本大輝

ほか
- ナレーター:鈴木瑞穂

## スタッフ
- 企画・原案・製作者：野口勇（原作本：PHP研究所）
- プロデュース:網野英夫、加藤哲郎、山下稔
- 脚本:山本優、鈴木則文
- 監督:舛田利雄
- 音楽：横山菁児
- 監督補:西垣吉春
- プロデューサー補:児玉宜久
- 殺陣:久世七曜会（久世浩）
- 火薬効果:太平特殊効果
- MA:アオイスタジオ
- 現像・テレシネ:IMAGICA
- 資料協力:大阪市立博物館
- 美粧協力:アートネイチャー
- 撮影協力:彦根城、会津武家屋敷、栃木県三和酪農協同組合、若松城、ホテルニュー岡部
- 製作:テレビ東京・日光江戸村撮影所